# مکانی در شهر
مکانی در شهر (به انگلیسی: Place in the City) نام رمانی است که در سال ۱۹۳۷ توسط هوارد فاست، نویسندهٔ اهل ایالات متحده آمریکا نوشته شده‌است.